# Darevskia daghestanica
Darevskia daghestanica este o specie de șopârle din genul Darevskia, familia Lacertidae, ordinul Squamata, descrisă de Darevsky 1967. A fost clasificată de IUCN ca specie cu risc scăzut. Conform Catalogue of Life specia Darevskia daghestanica nu are subspecii cunoscute.